# Dominion VIII
Dominion VIII — девятый студийный альбом группы Grave, изданный в 2008 году лейблом Century Media.

## Стиль, отзывы критиков
Критик Алекс Хендерсон счёл альбом крайне типичным для группы, отметив, что «Grave 2000-х звучит так же, как и в начале 1990-х», и описал его как совокупность традиционных для дэт-/блэк-метала элементов — гроулинга, исполненных в быстром темпе гитарных партий, «сокрушающей брутальности» и текстов об оккультизме.

## Список композиций
1. «A World In Darkness» — 5:58 (Matti Karki, Ola Lindgren, Jonas Torndal)
2. «Fallen (Angel Son)» — 4:56 (Lindgren)
3. «Deathstorm» — 4:33 (Lindgren)
4. «Stained By Hate» — 4:10 (Ronnie Bergerstahl, Lindgren)
5. «Bloodpath» — 3:34 (Torndal, Lindgren, Bergerstahl)
6. «Annihilated Gods» — 5:12 (Lindgren)
7. «Sinners Lust» — 3:55 (Lindgren, Bergerstahl)
8. «Dark Signs» — 4:16 (Torndal, Lindgren, Bergerstahl)
9. «8th Dominion» — 7:34 (Lindgren, Bergerstahl)

## Участники записи
- Ola Lindgren: гитарист и вокалист
- Fredrik Isaksson: басист
- Ronnie Bergerstahl: ударные
- Matti Karki: стихи к песне «A World In Darkness»

### Произведено
- Arranged By Grave
- Produced & Mixed By Peter Othberg & Grave
- Recorded & Engineered By Peter Othberg
- Mastered By Henrik Jonsson